# Tour des Flandres 1998
Le Tour des Flandres 1998 est la 82e édition de cette course cycliste sur route masculine. Elle a eu lieu le 5 avril 1998. La victoire revient au Belge Johan Museeuw pour la troisième fois, égalant ainsi le record historique de victoires dans l'épreuve.
La course disputée sur un parcours de 277 kilomètres est l'une des manches de la Coupe du monde de cyclisme sur route 1998. Il s'agit de la distance la plus longue depuis l'édition de 1924.

## Classement final
|     | Coureur            | Pays     | Équipe                |    | Temps           |
| --- | ------------------ | -------- | --------------------- | -- | --------------- |
| 1.  | Johan Museeuw      | Belgique | Mapei Bricobi         | en | 6 h 50 min 02 s |
| 2.  | Stefano Zanini     | Italie   | Mapei Bricobi         | +  | 43 s            |
| 3.  | Andreï Tchmil      | Belgique | Lotto-Mobistar        |    | 43 s            |
| 4.  | Emmanuel Magnien   | France   | La Française des jeux |    | 43 s            |
| 5.  | Peter Van Petegem  | Belgique | TVM                   |    | 43 s            |
| 6.  | Michele Bartoli    | Italie   | Asics                 |    | 43 s            |
| 7.  | Viatcheslav Ekimov | Russie   | US Postal             |    | 43 s            |
| 8.  | Franco Ballerini   | Italie   | Mapei Bricobi         |    | 43 s            |
| 9.  | Gianluca Bortolami | Italie   | Festina               |    | 50 s            |
| 10. | Wilfried Peeters   | Belgique | Mapei Bricobi         |    | 58 s            |